# Sven Engström
Sven Olof Fredrik Engström, senare Lilliestråle, född 24 juli 1922 i Klosters församling, Eskilstuna, död 13 januari 1991 i Fliseryd, var en svensk möbelformgivare.
Sven Engström startade inredningsfirma tillsammans med Gunnar Myrstrand i slutet av 1940-talet. Han var med i sammanslutningen Bra Bohag och ritade 1952 möbelserien Ideal 1952, Expo för Skaraborgs Möbelindustri samt 1961 Skandinett för Svenska möbelfabrikerna.